# 朱季塛
東安恭定王朱季塛（1426年—1462年10月18日），明朝第一代東安王，楚莊王朱孟烷庶第三子，生母夫人鄔氏。

## 生平
正統元年（1436年），獲賜名季塛。正統二年（1437年），封東安王。天順六年，因二哥楚康王朱季埱去世，独子年幼，他受命照顾这个侄子直到其成年袭封楚王。同年九月丁巳（1462年10月18日），朱季塛去世，享年三十七歲，諡恭定。
因楚康王的独子不久也夭折，最后由朱季塛的庶长子朱均鈋出继楚康王，嗣封为楚王即楚靖王。因楚靖王已经出继，故朱季塛虽为其生父，却没有被追封为楚王。东安国由朱季塛的庶次子朱均鈽续封。

## 家庭

### 妻
- 王妃王氏，良醫副王志學女，正統九年（1444年）冊為東安王妃[4]

### 妾
- 夫人邢氏，生朱均鈋、朱均鈽[5]
- 吳氏，生朱均錭[6]

### 子
- 庶長子：楚靖王朱均鈋
- 庶次子：東安昭簡王朱均鈽
- 庶子：鎮國將軍朱均錭